# シーテッド・ロウイング
シーテッド・ロウイング（英語: seated rowing）は、ウエイトトレーニングの種目の一つ。主に広背筋・上腕二頭筋・三角筋後部・僧帽筋中下部・菱形筋などに刺激を与え、筋量・筋力を増加させるのに効果がある。背中の筋肉を意識し、腕の力で引かないようにする。
オーバーグリップは上のほうへ引きやすく、アンダーグリップは下のほうへ引きやすい。

## 具体的動作

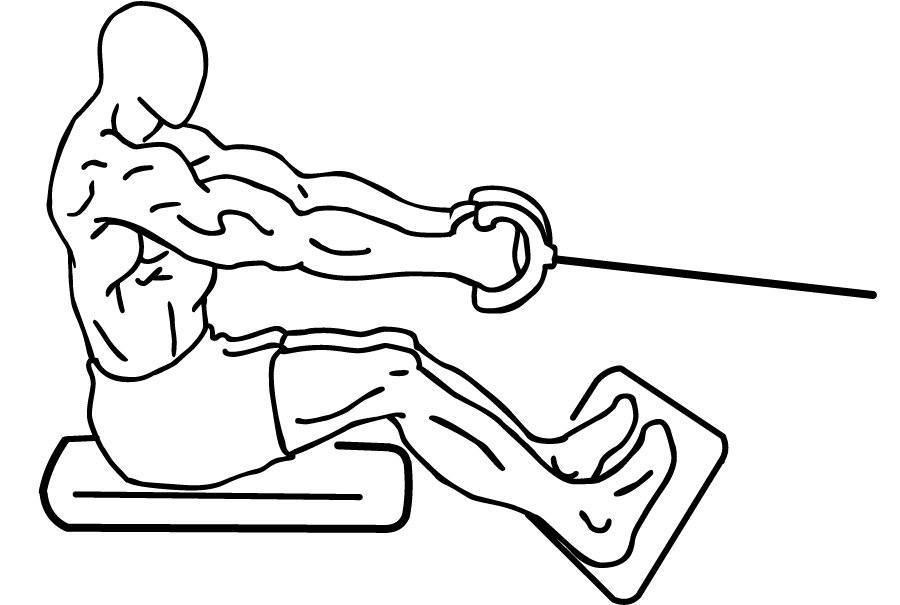
シーテッド・ケーブル・ロウイング（スタート）

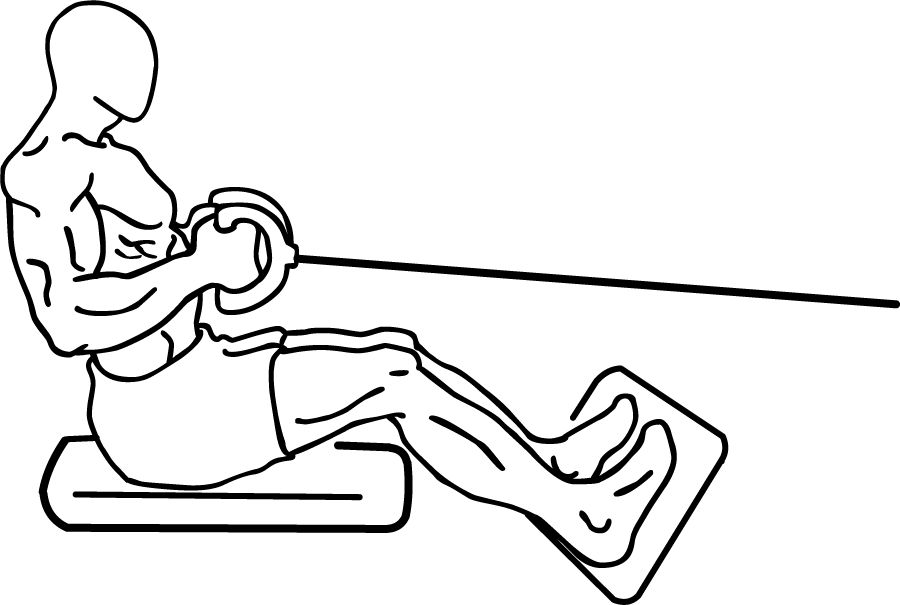
シーテッド・ケーブル・ロウイング（フィニッシュ）

### シーテッド・オーバーグリップ・ケーブル・ロウイング
1. ロープーリーにストレートバーまたはベントラットバーをセットする。
2. フットプレートに足を置いて膝を伸ばし、背筋を伸ばしハンドルを肩幅よりやや広いオーバーグリップで持ってケーブルが弛まないように構える。
3. 息を吸いながらハンドルを引く。同時に肩を後ろに引いて肩甲骨を寄せていく。
4. 肘が体側よりやや後ろにくるまで引いたら、息を吐きながら元の姿勢に戻る。
5. 3 - 4を繰り返す。

大胸筋下部からみぞおちのあたりへ引くと広背筋上部・僧帽筋中下部・大円筋に効き、へそのあたりへ引くと広背筋下部に効く。

### シーテッド・アンダーグリップ・ケーブル・ロウイング
1. ロープーリーにストレートバーまたはベントラットバーをセットする。
2. フットプレートに足を置いて膝を伸ばし、背筋を伸ばしハンドルを肩幅よりやや広いアンダーグリップで持ってケーブルが弛まないように構える。
3. 息を吸いながらハンドルを引く。同時に肩を後ろに引いて肩甲骨を寄せていく。
4. 肘が体側よりやや後ろにくるまで引いたら、息を吐きながら元の姿勢に戻る。
5. 3 - 4を繰り返す。

大胸筋下部からみぞおちのあたりへ引くと広背筋上部・僧帽筋中下部・大円筋に効き、へそのあたりへ引くと広背筋下部に効く。

### シーテッド・Vバー・ケーブル・ロウイング
1. ロープーリーにVバーをセットする。
2. フットプレートに足を置いて膝を伸ばし、背筋を伸ばしハンドルを持ってケーブルが弛まないように構える。
3. 息を吸いながらハンドルを引く。同時に肩を後ろに引いて肩甲骨を寄せていく。
4. 肘が体側まできたら、息を吐きながら元の姿勢に戻る。
5. 3 - 4を繰り返す

大胸筋下部からみぞおちのあたりへ引くと広背筋上部・僧帽筋中下部・大円筋に効き、へそのあたりへ引くと広背筋下部に効く。

### シーテッド・ロウイング・マシン
1. マシンのシートに腰かけ、背筋を伸ばしハンドルを持つ。
2. 息を吸いながらハンドルを引く。同時に肩を後ろに引いて肩甲骨を寄せていく。
3. 肘が体側まできたら、息を吐きながら元の姿勢に戻る。
4. 2 - 3を繰り返す